# Örebro Rättighetscenter

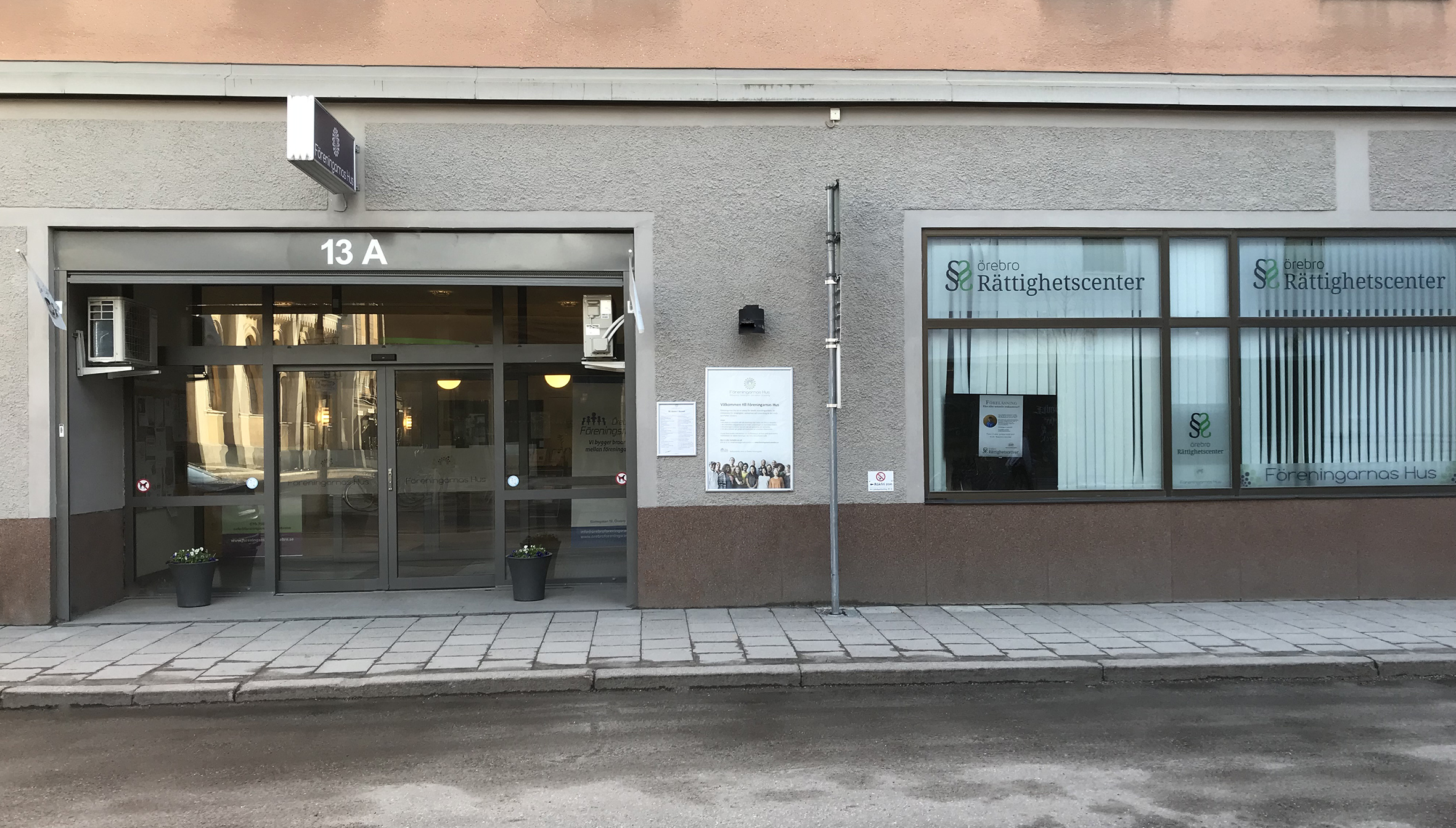
Örebro Rättighetscenters kontor finns i Föreningarnas hus på Slottsgatan 13 A i Örebro.

Örebro Rättighetscenter är en ideell förening som driver en av de statligt stödda antidiskrimineringsbyråerna i Sverige. Byrån är främst verksam i Örebro län. Verksamheten arbetar mot diskriminering genom att erbjuda kostnadsfri juridisk rådgivning, utbildningar i diskrimineringslagen och opinionsbildning.
2012 fick föreningen ta emot Vänsterpartiets pris för Humanism och solidaritet.
2010 blev Örebro Rättighetscenter den första av Sveriges Antidiskrimineringsbyråer att driva ett diskrimineringsärende i domstol.
Rättighetscenter ligger bakom projektet Reko Reklam som startades 2010 för att motverka könsdiskriminerande reklam i samhället. Detta görs bland annat genom att anmäla sexistisk och stereotypifierande reklam till Reklamombudsmannen. 

## Bidrag
Örebro rättighetscenter får statsbidrag ifrån Myndigheten för ungdoms- och civilsamhällesfrågor (MUCF):
| År                       | 2018      | 2017    | 2016    | 2015    |
| MUCF Organisationsbidrag | 1 974 000 | 900 000 | 843 750 | 718 750 |